# Sierra Calva
La sierra Calva, o sierra de Porto, es un macizo montañoso de corta longitud, situado al noroeste de la provincia de Zamora, en la comununidad autónoma de Castilla y León, España.
Se encuentra al suroeste de Peña Trevinca, siendo el Alto de Turrieiro (1878 m) el lugar considerado como de su nacimiento. Se sitúa entre los valles originados por los ríos Jares y Bibey, bordeando parte de la margen derecha de este último.
Su serranía se caracteriza por su deforestación y escasa vegetación.